# Wiener Korporationsring
Der Wiener Korporationsring (WKR) ist ein 1952 gegründeter Zusammenschluss von Wiener Studentenverbindungen, darunter vor allem  schlagende Verbindungen. Der Vorsitz turniert zwischen den beteiligten Verbindungen jährlich.

## Veranstaltungen des WKR

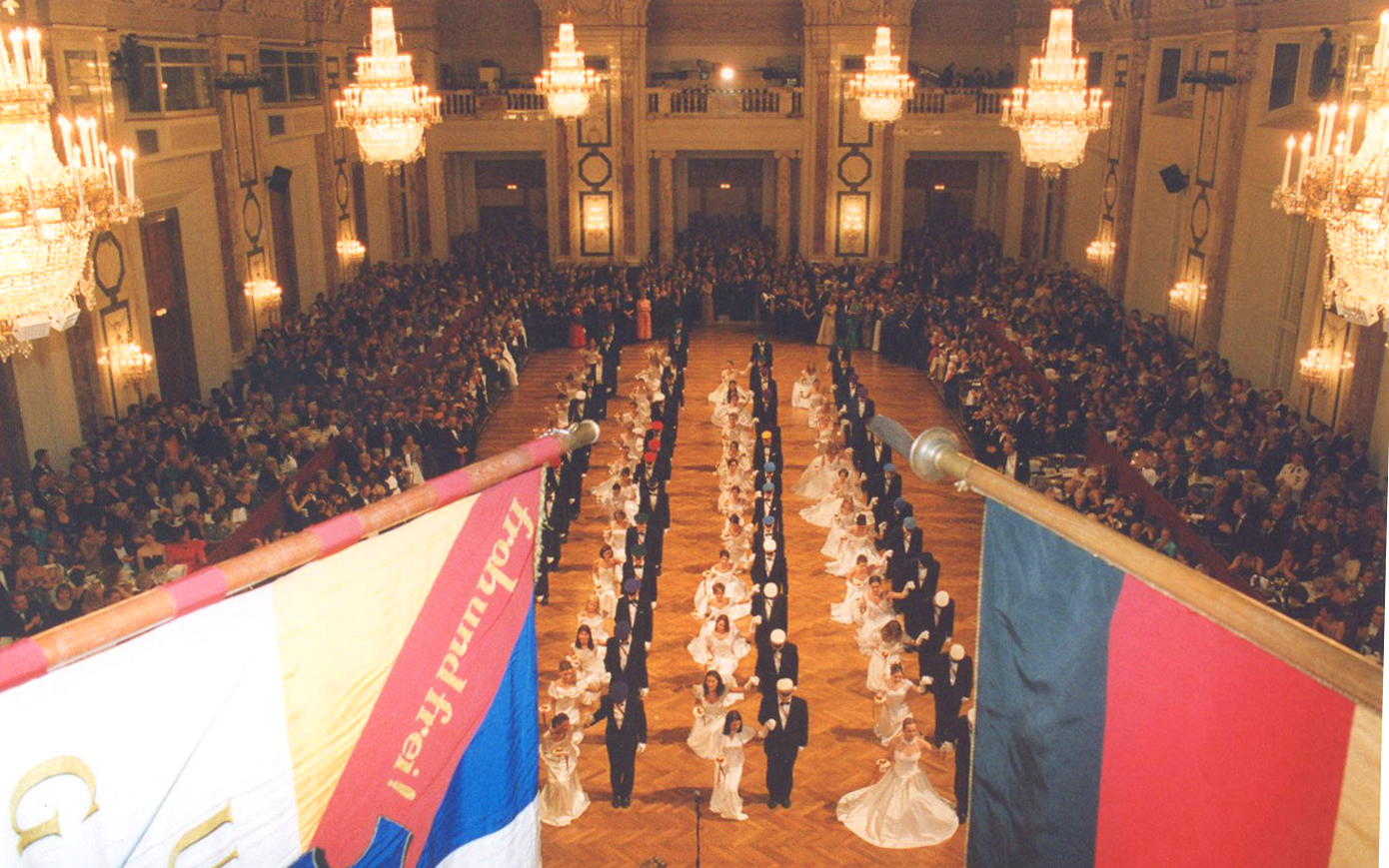
Wiener Korporations-Ball 2002

Für den Wiener Korporationsring veranstaltete der Verein „Wiener Korporations-Ring, Ballausschuss – Verein für Brauchtumspflege“ von 1952 bis 2012 den zuletzt umstrittenen, jährlich im Januar stattfindenden Wiener Korporations-Ball, der bis Mitte der 1990er Jahre unter Ehrenschutz des Rektors der Universität Wien stand. Eine weitere jährliche Veranstaltung war bis 2012 das Totengedenken zum 8. Mai. Sowohl der Korporationsball als auch das Totengedenken waren seit Beginn der 2000er Jahre regelmäßig von Protesten und Demonstrationen begleitet, insbesondere von den Netzwerkplattformen NOWKR (gegründet 2008), Offensive gegen Rechts und Jetzt Zeichen setzen! (beide gegründet 2011).
Im November findet traditionell der WKR-Kommers im Wiener Rathaus statt. Auch der Kommers wird für gewöhnlich von Demonstrationen begleitet, 2015 wurde erstmals von keiner Organisation zum Protest aufgerufen.
Wöchentlich mittwochs treten Mitglieder der zusammengeschlossenen Verbindungen beim so genannten Farbenbummel auf der Rampe der Universität Wien in Erscheinung. Auch gegen diese Veranstaltung wird regelmäßig demonstriert.
Weiters findet alljährlich am 21. Juni eine Sonnwendfeier auf dem Cobenzl statt.

## Mitgliedsverbindungen
Derzeit gehören dem WKR die folgenden 20 Korporationen an:
- Akademische Verbindung Wartburg
- Wiener akademische Burschenschaft Albia
- Wiener akademische Burschenschaft Aldania
- Wiener akademische Burschenschaft Bruna Sudetia
- Wiener akademische Burschenschaft Gothia
- Wiener akademische Burschenschaft Libertas
- Wiener akademische Burschenschaft Moldavia
- Wiener akademische Burschenschaft Nibelungia
- Wiener akademische Burschenschaft Olympia
- Akademische Burschenschaft Oberösterreicher Germanen
- Wiener akademische Burschenschaft Silesia
- Wiener akademische Burschenschaft Teutonia
- Akademisches Corps Hansea zu Wien
- Akademisches Corps Saxonia
- Akademische Grenzlandsmannschaft Cimbria
- Akademische Jägerschaft Silvania
- Akademische Landsmannschaft Kärnten
- Akademische Tafelrunde Wiking zu Wiener Neustadt
- Verein deutscher Studenten Sudetia
- Wiener Akademischer Turnverein

## Politische Verortung
Laut Heribert Schiedel vom Dokumentationsarchiv des österreichischen Widerstandes (DÖW) geben weit rechts stehende Burschenschaften im WKR den Ton an. Im vom DÖW herausgegebenen Handbuch des österreichischen Rechtsextremismus ist der WKR als Kontakt rechtsextremer Vereine aufgeführt, etwa der Österreichischen Landsmannschaft (ÖLM) und des Österreichischen Turnerbundes (ÖTB).
Im Wintersemester 1970/71 initiierte der WKR eine „Aktion Landesverteidigung“. Es wurden Unterschriften gesammelt, um ein Volksbegehren über ein Bundesverfassungsgesetz zur umfassenden Landesverteidigung zu erreichen. WKR-Verbindungen und katholische Verbindungen des ÖCV schlossen sich dafür zu einer „Plattform studentischer Jugend“ zusammen. Der „Aktion Landesverteidigung“ schlossen sich auch der RFS, der ÖTB, die Arbeitsgemeinschaft Freiheitlicher Akademikerverbände und der Österreichische Kameradschaftsbund an. Das Volksbegehren kam schließlich nicht zustande.
Im Wintersemester 1983/84 verließ das Corps Symposion den WKR wegen dessen „einseitiger Politisierung“. Im Wintersemester 1984/85 gründete sich die Arbeitsgemeinschaft Wiener Burschenschaften und Landsmannschaften (ARGE WBL), da einige im WKR organisierte Korporationen, insbesondere die Corps, politischen Aktionen eher ablehnend gegenüber standen. Die ARGE WBL übernahm vom WKR etwa die jährlichen Aktionen zum Tag der deutschen Einheit, der Korporations-Ring selbst beschränkte sich fortan auf die Abhaltung seiner traditionellen, im engeren Sinne couleurstudentischen Veranstaltungen (Ball im Jänner, Kommers im November, wöchentlicher ‚Bummel‘), trug jedoch die Kosten der WBL-Veranstaltungen.
1990 war der Rechtsextremist und damaliges Mitglied der Teutonia, Franz Radl, Sprecher des WKR.